# Euphyia linusaria
Euphyia linusaria är en fjärilsart som beskrevs av William Schaus 1912. Euphyia linusaria ingår i släktet Euphyia och familjen mätare. Inga underarter finns listade i Catalogue of Life.